# 霍羅斯尼齊亞河 (維什尼亞河支流)

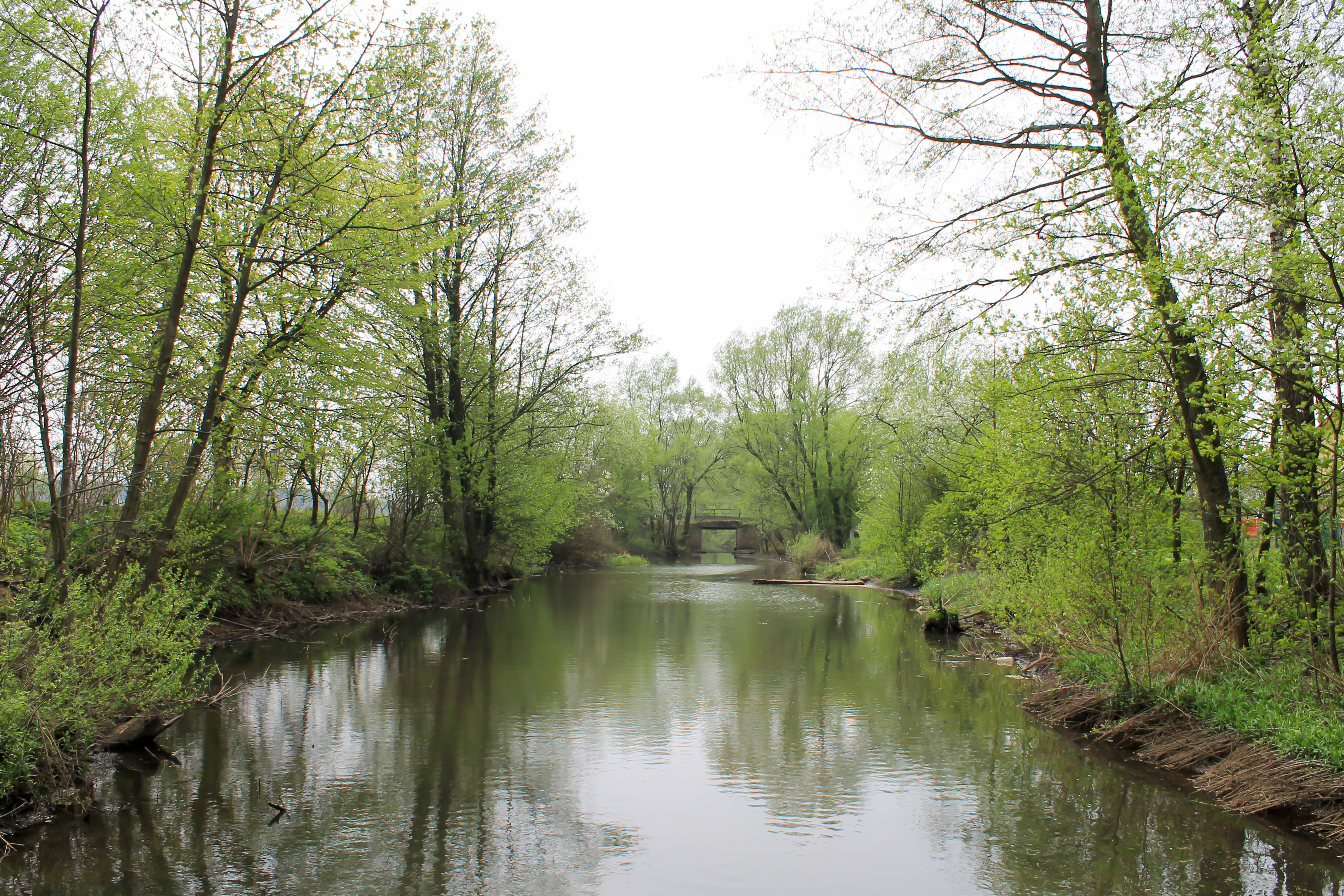

霍羅斯尼察河（烏克蘭語：Хоросниця），是烏克蘭西部的河流，屬於維什尼亞河的右支流。該河發源自羅吉茲諾以南，流經利維夫州的亞沃里夫區，河道全長12公里，流域面積38平方公里。